# Silver Lining (Crazy 'Bout You)
"Silver Lining (Crazy 'Bout You)" é um single da cantora britânica Jessie J para o filme Silver Linings Playbook'(O Lado Bom Da Vida,em português). Escrita por Dianne Warren é o tema principal do filme. Lançado no iTunes no dia 16 de novembro de 2012.

## Antecedentes
Em 29 de outubro de 2012 a música vazou na internet. Em seu twitter, Jessie comentou sobre o acontecido:"Então .. @ Diane_Warren me pediu para cantar para o filme * obvs * Dança Feliz... Eu disse que sim!"

## Lista de faixas
Digital download
1. "Silver Lining (Crazy 'Bout You)" – 3:53

## Parada musical
| Parada (2012–13)                               | Melhor posição |
| ---------------------------------------------- | -------------- |
| O campo songid é OBRIGATÓRIO PARA PARADA ALEMÃ | 66             |
| Bélgica (Ultratip Bubbling Under de Flandres)  | 7              |
| Reino Unido (The Official Charts Company)      | 100            |

## Histórico de lançamento
| Região         | Data                   | Formato                 | Gravadora      |
| -------------- | ---------------------- | ----------------------- | -------------- |
| Reino Unido    | 16 de Novembro de 2012 | Digital download        | Sony Classical |
| Estados Unidos | 1 de Fevereiro de 2013 | Top 40/Mainstream Radio | Sony Classical |